# 矢口敦子
矢口 敦子（やぐち あつこ、1953年 -）は、日本の小説家。北海道函館市生まれ。

## 経歴
病気のため小学5年で通学を辞め、通信教育課程を経て慶應義塾大学文学部および中央大学法学部を卒業。山村正夫のもとで小説を学んだ後、1991年4月、講談社ノベルスより「谷口敦子」名義で『かぐや姫連続殺人事件』を刊行しデビュー。第2作から現在の筆名になる。1994年に『家族の行方』が第5回鮎川哲也賞候補になり、1997年には『人形になる』で第40回女流新人賞を受賞。廃止前の最後の受賞者となった。
2007年には早見江堂（はやみえどう）名義でメフィスト賞に応募し、『本格ミステリ館焼失』以下の三部作を刊行している。
文庫化されない作品もあるなどあまりヒットに恵まれていなかったが、2008年に『償い』が65万部を超えるヒットを記録した。

## 著書

### 小説

#### 谷口敦子名義
- かぐや姫連続殺人事件（1991年4月 講談社ノベルス）

#### 矢口敦子名義
- 家族の行方（1994年10月 東京創元社 / 2002年6月 創元推理文庫）
- 光の墓 タブーの森へ（1997年4月 創史社ニュクリアノベルズ）
- 人形になる（1998年5月 中央公論新社 / 2008年8月 徳間文庫）
- 矩形の密室（1998年5月 徳間ノベルス / 2009年9月 徳間文庫）
- 真夜中の死者 イリュージョン（1999年1月 光文社カッパ・ノベルス）
- そこにいる人（1999年10月 中央公論新社 / 2009年2月 幻冬舎文庫）
- もういちど（2000年2月 徳間書店）
- 償い（2001年7月 幻冬舎 / 2003年6月 幻冬舎文庫）
- VS（2002年6月 幻冬舎）
  - 【改題】証し（2008年4月 幻冬舎文庫）
- 愛が理由（2005年2月 角川春樹事務所 / 2008年10月 幻冬舎文庫）
- あれから（2009年3月 幻冬舎 / 2011年10月 幻冬舎文庫）
- 傷痕（2009年9月 講談社 / 2011年10月 講談社文庫）
- 赦し（2010年7月 幻冬舎 / 2012年9月 幻冬舎文庫） - 「償い」続編
- 胸さわぎのクルーズ（2011年1月 講談社）
- それでも、桜は咲き（2012年2月 幻冬舎文庫）
- あなたへの想い（2013年1月 ハヤカワ文庫JA）
- 祈りの朝（2014年7月 集英社文庫）

#### 早見江堂名義
- 本格ミステリ館焼失（2007年12月 講談社）
- 青薔薇荘殺人事件（2008年11月 講談社）
- 人外境の殺人（2009年1月 講談社）

### 漫画化作品
- 償い（画：太田紅美、2009年12月、2010年9月 幻冬舎コミックス【上・下】 / 2012年10月 幻冬舎コミックス漫画文庫）

## 映像化作品
テレビドラマ
- 償い（2012年11月17日-12月1日、全3話、NHK BSプレミアム、主演：谷原章介）

## 受賞
- 1997年　第40回女流新人賞 『人形になる』